# Jira
Jira — коммерческая система отслеживания ошибок, предназначена для организации взаимодействия с пользователями, хотя в некоторых случаях используется и для управления проектами. Разработана компанией Atlassian, является одним из двух её основных продуктов (наряду с вики-системой Confluence). Имеет веб-интерфейс.
Название системы получено путём усечения слова «Gojira» — японского имени монстра Годзилла, что, в свою очередь, является отсылкой к названию конкурирующего продукта — Bugzilla; создавалась в качестве замены Bugzilla и во многом повторяет её архитектуру. Система позволяет работать с несколькими проектами. Для каждого из проектов создаёт и ведёт схемы безопасности и схемы оповещения.
Первый выпуск — в 2002 году. Изначально применялась в процессах разработки программного обеспечения, впоследствии нашла применение в качестве инструмента управления проблемами, задачами, проектами в различных отраслях. Процесс универсализации ускорился после запуска Atlassian Marketplace в 2012 году, который позволил сторонним разработчикам предлагать плагины для Jira. BigPicture, Portfolio for Jira, Structure и Tempo Planner — основные плагины для управления проектами для Jira. До версии 3.13.5 (включительно) различались редакции Enterprise, Professional и Standard, после — осталась только редакция Enterprise (для крупных организаций).

## Реализация
Система основана на Java EE и работает на нескольких популярных системах управления базами данных и операционных системах.
Основной элемент учёта в системе — задача (англ. ticket или issue). Задача содержит название проекта, тему, тип, приоритет, компоненты и содержание. Задача может быть расширена дополнительными полями (также и новые пользовательские поля могут быть определены), приложениями (например — фотографиями, скриншотами) или комментариями. Задача может редактироваться или просто изменять статус, например, из «открыт» в «закрыт». Какие переходы между состояниями возможны, определяется через настраиваемый поток операций. Любые изменения в задаче протоколируются в журнал.
Jira имеет большое количество возможностей конфигурации: для каждого приложения может быть определён отдельный тип задачи с собственным workflow, набором статусов, одним или несколькими видами представления (англ. screens). Кроме того, с помощью так называемых «схем» можно определить для каждого индивидуального Jira-проекта собственные права доступа, поведение и видимость полей и многое другое.
Благодаря универсальному подходу можно приспособить Jira для многих непрофильных задач, например, управления требованиями, управления рисками, вплоть до реализации небольшой системы бронирования, автоматизации процесса рекрутинга.
Для интеграции с внешними системами поддерживает интерфейсы SOAP, XML-RPC и REST. Поставляется со средствами интеграции с такими системами управления версиями, как Subversion, CVS, Git, Clearcase, Team Foundation Server, Mercurial и Perforce. Существуют дополнения, позволяющие встроить Jira в интегрированные среды разработки, в том числе Eclipse и IntelliJ IDEA. Переведена на многие языки, включая русский, английский, японский, немецкий, французский, испанский.
Для сторонних разработчиков предоставляются средства разработки расширений системы — плагинов. Разработчики расширений могут выкладывать плагины для продажи на специальный раздел сайта Atlassian.

## Лицензии
Является коммерческим продуктом, который может быть лицензирован для работы на локальном сервере или доступен в качестве удалённого приложения. Ценообразование зависит от максимального числа пользователей, при этом около $50 за пользователя для локального и $7 в месяц за пользователя для удаленного доступа являются типичными ценами.
Для академических и коммерческих клиентов доступен полный исходный код под лицензией разработчика.
Для проектов с открытым исходным кодом Atlassian предоставляет специальную бесплатную лицензию при соблюдении следующих правил:
- проект использует лицензии, одобренные Open Source Initiative;
- исходный код проекта доступен для скачивания;
- у проекта есть публично доступный веб-сайт;
- программное обеспечение от Atlassian доступно на веб-сайте проекта.